# Аджибайчикское озеро
Аджибайчи́кское о́зеро (укр. Аджібайчицьке озеро, крымскотат. Acı Bayçı gölü, Аджы Байчы голю) — солёное озеро, расположенное на западе Сакского района; 5-е по площади озеро Сакского района. Площадь — 1,2, 0,72 км². Тип общей минерализации — солёное. Происхождение — лиманное. Группа гидрологического режима — бессточное.
Название в переводе с крымскотатарского означает «очень соленое» (аджи — горький, бай — богатый). Рядом с озером находится село Аджи-Байчи (сейчас — Хуторок).

## География
Входит в Евпаторийскую группу озёр. Площадь водосборного бассейна — 41 км². Длина — 1,5 км. Ширина наибольшая — 0,7 км. Глубина наибольшая — 0,65 м. Высота над уровнем моря: −0,4 м. Ближайший населённый пункт — село Штормовое, расположенное непосредственно севернее озера.
Аджибайчикское озеро отделено от Чёрного моря перешейком по которому проходит дорога без твёрдого покрытия. Озёрная котловина водоёма неправильной округлой удлинённой формы, вытянутая с северо-запада на юго-восток. На юго-востоке к озеру прилегают солончаки. Берега пологие. Реки не впадают.
На дне залегает толща донных отложений: илистые чёрные в верхнем слое, затем серые и стально-серые, иногда с голубоватым оттенком. Высшая водная растительность развивается успешно лишь в опреснённых верховьях озёр и у выходов маломинерализованных подземных вод. Озеро зарастает водной растительностью преимущественно на опреснённых участках — в лагунах у пересыпей, в устьях впадающих балок, в зоне выходов подземных вод. Тут интенсивно развиваются различные водоросли, вплоть до цветения воды. В некоторые годы водоросли придают летом озёрной рапе красноватый или зеленоватый оттенок.
Среднегодовое количество осадков — около 400 мм. Питание: смешанное — поверхностные и подземные воды Причерноморского артезианского бассейна, морские фильтрационные воды.

## Хозяйственное значения
Грязи (иловые сульфидные приморского типа) озера отнесены к категории лечебных и по этому озеро является местом рекреации. Является одним из 14 грязевых месторождений Крыма, имеющих утверждённые Советом Министров УССР зоны санитарной охраны.